# Zhang Sengyou

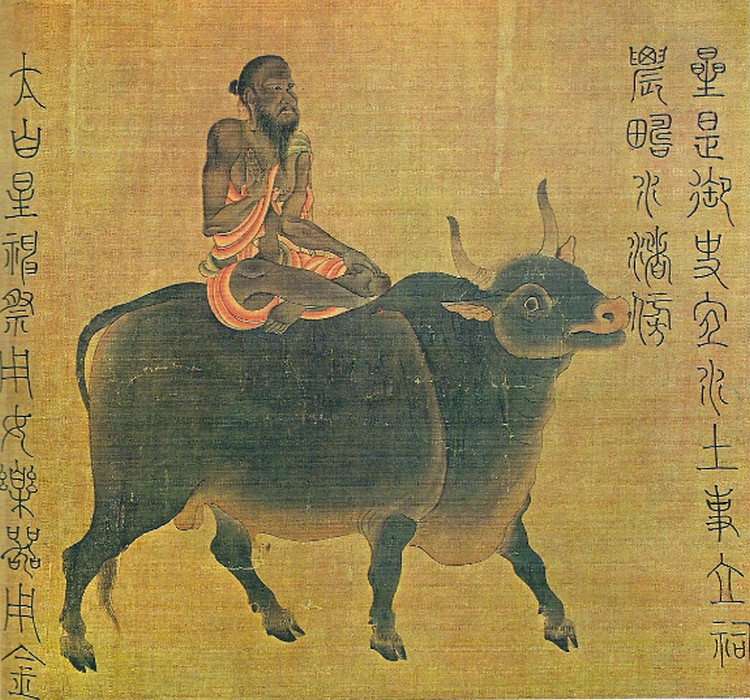
"El planeta Saturn". Antigua col·lecció Abe.(Museu Municipal d'Osaka)

Zhang Sengyou (xinès tradicional: 張僧繇, xinès simplificat: 张僧繇, pinyin: Zhāng Sēngyóu) fou un pintor xinès que va viure sota les denominades Sis Dinasties. No es coneixen les dates exactes del seu naixement i de la seva mort però se sap que va ser actiu entre els anys 490 i 540. Era originari de Wuzhong, actualment Suzhou, província de Jiangsu. La informació que es té de la seva vida prové d'informacions posteriors. Segons una llegenda Zhang no va pintar les pupil·les.d'uns dragons en un mural seu per por que es convertissin en animals vius. En ser forçat a pintar-les, efectivament, va passar el fet extraordinari (font: François Cheng).
L'estil de Zhang estava inspirat en el dels pintors de la dinastia Liang del regnat Wudi. És un dels “Quatre Grans Pintors de les Sis Dinasties, Zhang Sengyou ha donat nom a un estil artístic, el “Model Zhang” (font: Wang Minqing). La seva pintura més cèlebre és “Els cinc planetes i les vint-i-vuit constel·lacions”, una de les primeres obres artístiques que va tocar temes astrològics. Museus on es troben exposades pintures seves: al Museu Municipal d'Osaka; al Museu de Belles Arts d'Osaka (Japó); Museu Nacional del Palau de Taipei (Taiwan) i a la Freer Gallery of Art de Washington DC (Estats Units).